# یواس‌ان‌اس سرجوخه جان آر تول (تی‌ای‌کی-۲۴۰)
یواس‌ان‌اس سرجوخه جان آر تول (تی‌ای‌کی-۲۴۰) (به انگلیسی: USNS Private John R. Towle (T-AK-240)) یک کشتی بود که طول آن ۴۵۵ فوت (۱۳۹ متر) بود. این کشتی در سال ۱۹۴۵ ساخته شد.